# Alte Mainbrücke
L'Alte Mainbrücke est le plus vieux pont de Wurtzbourg, sur le Main. Seul franchissement de la rivière dans cette ville jusqu'en 1886, il relie la ville avec la forteresse de Marienberg.

## Histoire

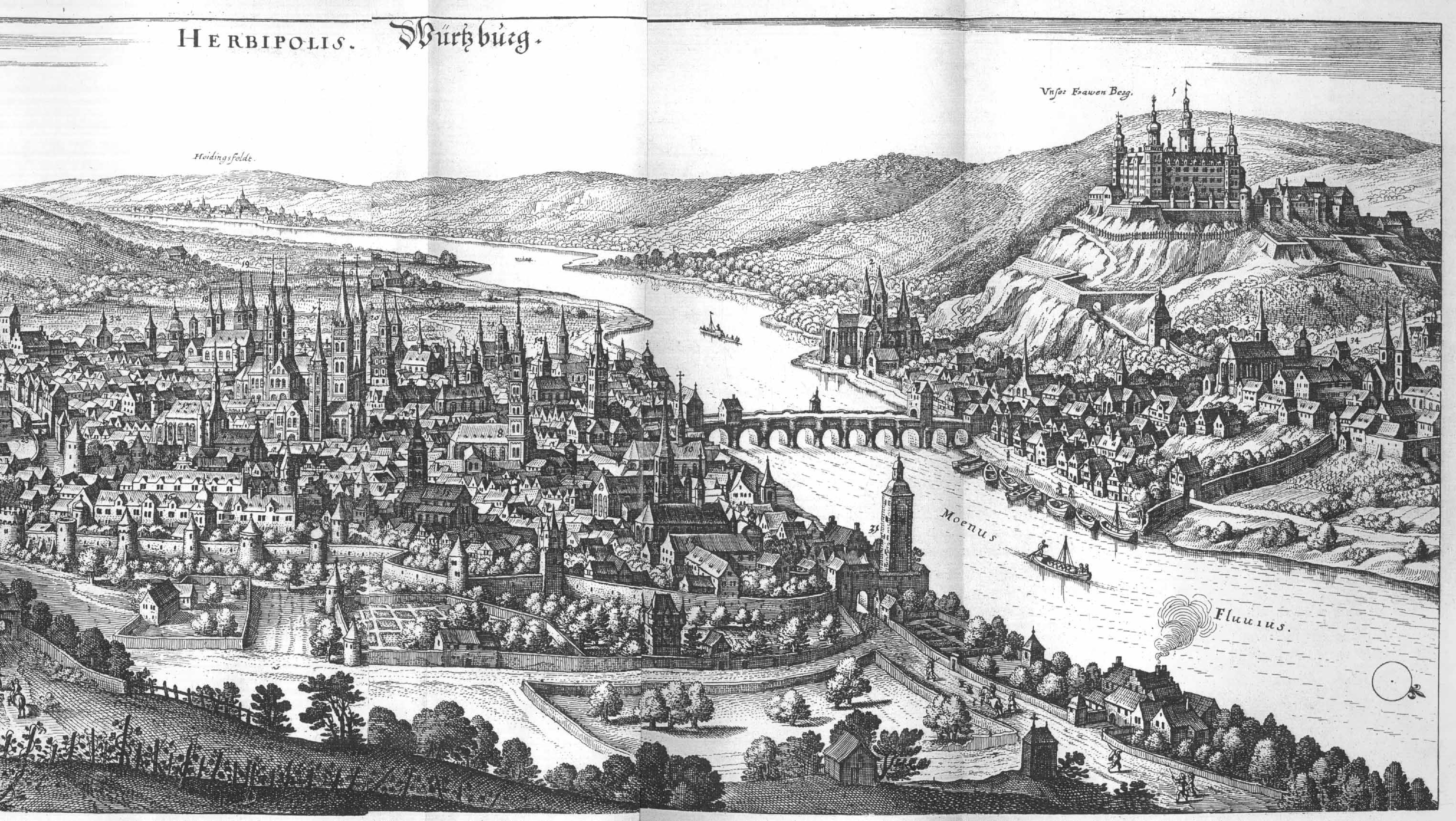
Vue de Wurtzbourg avec l'Alte Mainbrücke

Le premier pont, remplaçant un bac, fut construit en pierre, en 1120, dans le style roman. Très endommagé par les inondations et les bois flottants en 1342 et 1442, il est remplacé par le pont actuel entre 1476 et 1703.
La construction des piliers de pierre calcaire s'échelonne de 1476 à 1488. Le tablier est d'abord établi en bois pour des raisons de sécurité militaire. En 1512, on commence sa reconstruction en pierre, mais le manque d'argent la fait traîner jusqu'en 1703.
Jusqu'au XVIIIe siècle, le pont ne comporte que des structures de défense et quelques échoppes. Au cours des années 1720, après la mort du prince-évêque Christoph Franz von Hutten, des statues de saints baroques en grès d'environ 4,5 mètres de haut sont érigées sur les piliers, du côté sud, comme il l'avait souhaité. Puis, dans les années 1730, son successeur, Frédéric-Charles de Schönborn-Buchheim, installe du côté nord d'autres statues, dans le même style, représentant cette fois des personnalités politiques.
Le 2 avril 1945, à 16 h 45, les quatrième et cinquième arcs du pont sont dynamités par les troupes allemandes. Les Américains établissent une structure temporaire. La reconstruction a lieu d'avril à juillet 1950. Une rénovation majeure est effectuée au cours des années 1976 et 1977. Depuis 1992, le pont est fermé à la circulation automobile.
L'été 2010, l'Alte Mainbrücke sert de lieu de tournage pour le film Les Trois Mousquetaires.

## Caractéristiques

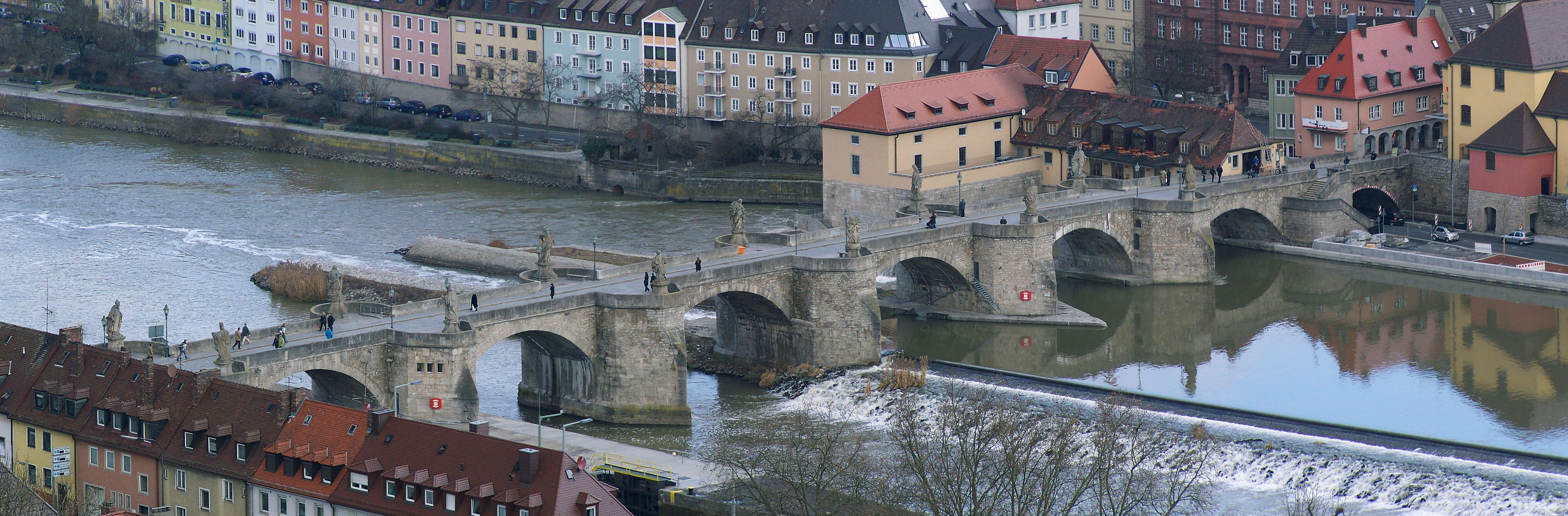
L'Alte Mainbrücke

Le tablier a une longueur de 185 mètres. Il est constitué de huit arcs, dont le premier a 17,53 m d'ouverture et le dernier 12,20 m. L'arc qui donne accès à l'écluse a une ouverture de 16,56 m et une hauteur libre de 5,3 m. La largeur libre entre les piles varie de 7 à 8 mètres.
La pierre provient d'une carrière de calcaire située près d'Eibelstadt.

### Statues
Le tableau ci-dessous suit l'ordre des statues lors de la traversée du Main du centre-ville vers le quartier de Mainviertel.
| ↑ Vers la ville (est)                                              | ↑ Vers la ville (est)                                          |
| Nord (aval)                                                        | Sud (amont)                                                    |
| ------------------------------------------------------------------ | -------------------------------------------------------------- |
| Pépin le Bref                                                      | Saint Totnan                                                   |
| Frédéric-Charles de Schönborn-Buchheim                             | Saint Kilian                                                   |
| Saint Joseph                                                       | Sainte Marie, patronne de la Franconie                         |
| Jean Népomucène                                                    | Saint Colman                                                   |
| Charles Borromée, patron de Frédéric-Charles de Schönborn-Buchheim | Burchard, premier évêque de Wurtzbourg                         |
| Charlemagne                                                        | Saint Brunon, évêque de Würzburg et bâtisseur de la cathédrale |
| ↓ Vers Mainviertel (ouest)                                         |                                                                |

## Source, notes et références
- (de) Cet article est partiellement ou en totalité issu de l’article de Wikipédia en allemand intitulé « Alte Mainbrücke » (voir la liste des auteurs).